# Gle Nibong
Gle Nibong är ett berg i Indonesien.   Det ligger i provinsen Aceh, i den västra delen av landet, 1 800 km nordväst om huvudstaden Jakarta. Toppen på Gle Nibong är 154 meter över havet.
Terrängen runt Gle Nibong är kuperad åt nordost, men västerut är den platt. Havet är nära Gle Nibong åt sydväst. Runt Gle Nibong är det glesbefolkat, med 18 invånare per kvadratkilometer. Omgivningarna runt Gle Nibong är en mosaik av jordbruksmark och naturlig växtlighet.